# 세바스티안 비니에크

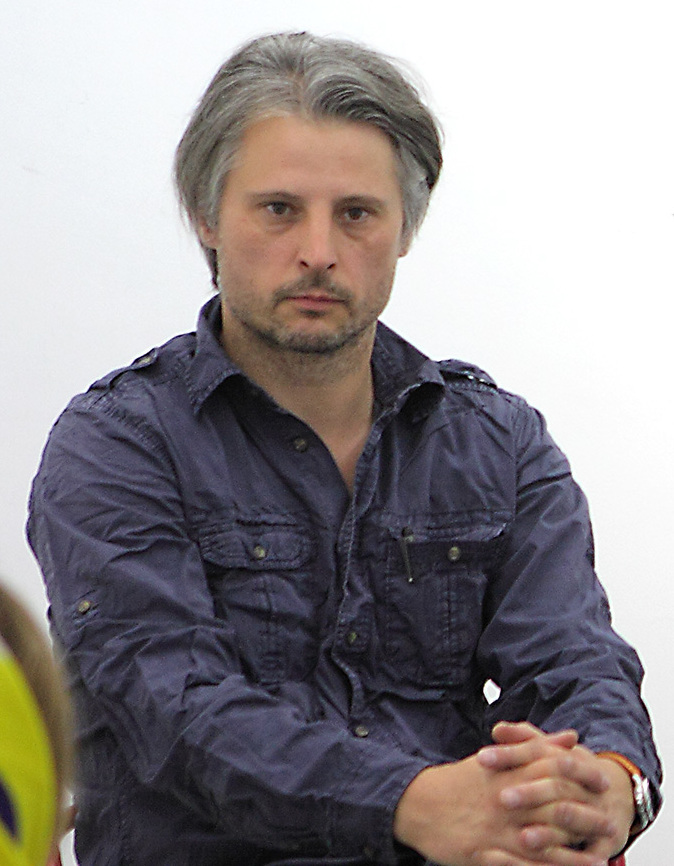

세타스티안 비네이크(독일어: Sebastian Bieniek, 1975년 4월 24일 ~2022년 2월 9일)는 독일의 사진가, 화가, 영화 감독, 작가이다. Sebastian Bieniek(1975년 4월 24일)은 화가, 영화 감독, 작가 그리고 사진작가이다.
Sebastian Bieniek은 폴란드에서 태어났지만, 독일 국적을 가지고 있으며 1998년부터 베를린에 거주하고 있다.

## 경력
- 1996-1998 그는 Braunschweig 미술대학교 (HbK Braunschweig)에서 Horst Gläsker와 John-Maria Armleder 교수님들로부터 미술을 배웠다.

- 1998-2002 이때 그는 베를린으로 이사해 베를린 미술대학교 (UdK Berlin)에서 Katharina Sieverding 교수님 아래 미술을 배우기 시작했다.

- 2001 그는 Deutsch-Französische Jugendwerk (DFJW) 보조금을 받아 프랑스 렌에서 6개월 동안 미술 스튜디오에서 일하게 된다.

- 2002 그는 Meisterschüler der Universität der Künste을 졸업한다.

- 2002 같은해, 그는 Deutsche Film - und Fernsehakademie Berlin (DFFB)에서 영화 연출을 배우기 시작한다.

- 2007 그는 자신의 첫 장편영화를 (제목: 도박꾼 ["The Gamblers"[3]]) 마칠 뿐만 아니라, 제10회 상해 국제영화제에 출품하게 된다.

- 2008 그는 10년의 공백을 깨고 다시 그림을 그리기 시작하고, 화가로써 성공한다.

- 2009 그는 퍼포먼스 미술과 ("Burqa" 퍼포먼스처럼) 사진을 다시 시작한다.

- 2011 책 "REALFAKE[4]"을 저술하다.

- 2013 그는 사진 연재물 "Doublefaced"을 전세계적으로 출판함으로써 유명세를 얻었다.

## 전기
세바스티안 비니에크는 폴란드에서 어릴적부터 지내왔고 13살인 나이가 됐을 때 가족들과 독일로 이민을 가게 되었다.
그는 예술중에도, 주 관심이였던 페인팅을 일찍 시작하게 되었고 무려 20살이 되기전에 많은 전시회를 참가하였다. 브라은슈바이크 예술대에 사진/촬영술 전공공부를 시작하였고 베를린 예술대에서 석사를 딴 예술가이다.
1996년엔 브라은슈바이크에서 첫 퍼포먼스/공연인 "스폰서 바이 (sponsored by)"를 시작했고, 또 "Born To Be Belette", "Hand Without A Body", 와 등등의 공연을 매년 해왔다. 1998년엔 특이한 아트 퍼포먼스가 시작되었고 은행강도를 아트로 표연하는 공연도 베를린에서 볼 수 있었다.
그의 처음 비디오 작품은 베를린 예술대에서 만들어졌고, 그후로부터도 해외로 진출하였고 결국 독일-프랑스 (German-French youth work)에서 장학금을 받았다. 그후로도 렌 (프랑스 서북부 도시)이라는 도시에서 많은 작품들을 만들고 전시를 하였다.
2002년도부턴 베를린에 있는 독일 텔레비전과 영화 아카데미에서 공부를 시작하였고 2007년도에 그는 샹하이 인터네셔널 영화 축제에서 볼 수 있었다. 그의 영화 Silvester Home Run은 Mar Del Plata Film Festival 과 Montreal World film Festival 등 많은 축제에서 볼 수 있게되었다.

## 페인팅
2008년도부턴 다시 페인팅을 시작하였고 매년 페팅팅 작품을 전시하였다.
매년 무슨 제목과 몇개의 페인팅을 한지 볼려면 아래링크에서 보시면 되겠습니다.
2013년도엔 아주 유명한 Doublefaced (이중성/ 표리 부동)이라는 작품을 내고나서 전 세계에서 부터의 더 많은 뜨거운 관심을 보였다.
2013년도의 탑 사진중으로 뽑히기도하였고 많은 잡지와 뉴스에 실리는 실력적인 아티스트로 뽑히기 시작하였다.
더블페이스 의 더 자세한 글과 설명과 사진들. 

## 책
그가 쓴 책은 REALFAKE이라는 책이고, 베를린에서 2011년도에 쓴 책이있다.